# British European Airways
La British European Airways (BEA) o British European Airways Corporation era una compagnia aerea britannica attiva dal 1946 al 1974 quando è stata unita alla British Overseas Airways Corporation per formare la nuova British Airways.

## Flotta

### Velivoli
- Airspeed Ambassador
- BAC One-Eleven
- Boeing 707 (BEA Airtours)
- de Havilland Comet
- de Havilland Heron
- de Havilland DH.89A Dragon Rapide
- Douglas DC-3
- Hawker Siddeley Argosy
- Handley-Page HPR.7 Herald 100
- Hawker Siddeley Trident 1C/1E
- Hawker Siddeley Trident 2E
- Hawker Siddeley Trident 3B
- Junkers Ju-52/3m
- Short Skyliner
- Vickers Merchantman
- Vickers Vanguard
- Vickers VC.1 Viking
- Vickers Viscount

### Elicotteri
- Bell 47J Ranger (BEA Helicopters)
- Bell 206 JetRanger (BEA Helicopters)
- Sikorsky S-51 (BEA Helicopters)
- Sikorsky S-61N (BEA Helicopters)
- Westland Whirlwind (BEA Helicopters)